# Czeryków
Czeryków (biał. Чэрыкаў, Czerykau) – miasto na Białorusi, w obwodzie mohylewskim, centrum administracyjne rejonu czerykowskiego, 77 km od Mohylewa. 8,2 tys. mieszkańców (2010).

## Historia

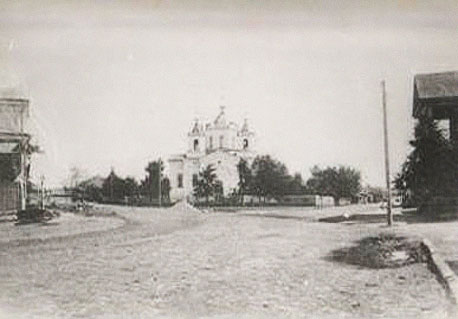
Czeryków na początku XX w.

Pierwsza wzmianka pochodzi z 1460 r. W 1578 Czeryków stanowił część ekonomii mohylewskiej. Na początku XVII w. posiadał status miasta. W 1641 król Władysław IV Waza nadał miejscowości magdeburskie prawa miejskie i herb.
Miasto królewskie położone było w końcu XVIII wieku w powiecie orszańskim województwa witebskiego.
Utracony w I rozbiorze Polski w 1772 na rzecz Rosji. Pod zaborem był siedzibą powiatu czerykowskiego w guberni mohylewskiej.
Podczas okupacji hitlerowskiej, we wrześniu 1941 roku Niemcy utworzyli getto dla żydowskich mieszkańców. Przebywało w nim około 1000 osób. W grudniu 1941 roku Niemcy zlikwidowali getto, a Żydów zamordowali w okolicy. Sprawcami zbrodni było Einsatzkommando 9, oddziały 221 Dywizji Bezpieczeństwa oraz białoruska policja. 
W 1986 miasto ucierpiało na skutek katastrofy czarnobylskiej.